# Rosalina Tuyuc

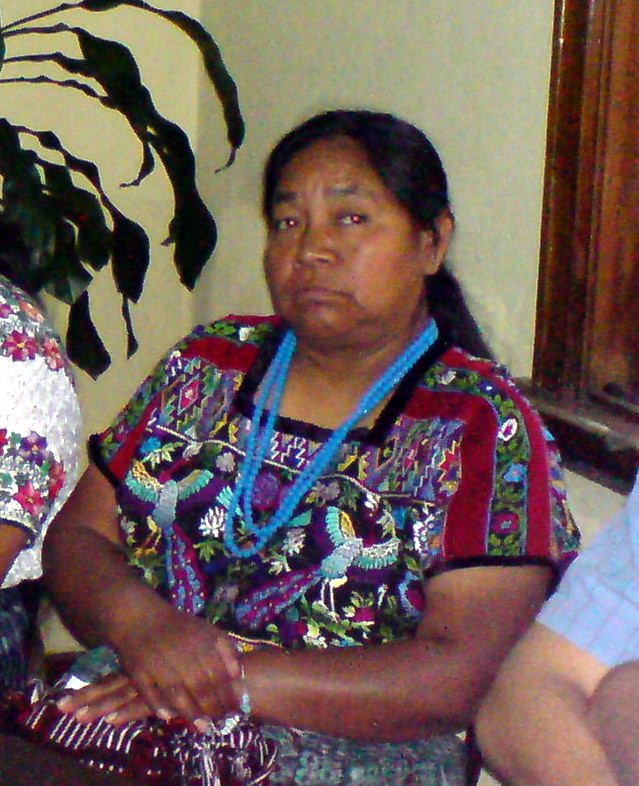
Rosalina Tuyuc im Jahr 2007

Rosalina Tuyuc Velásquez (* 1956 in San Juan Comalapa in Chimaltenango) ist eine guatemaltekische Menschenrechtsaktivistin.

## Lene und Wirken
Sie wurde 1995 als Vertreterin der nationalen Liste New Guatemala Democratic Front zur Kongressabgeordneten gewählt und war während dieser Zeit Vizepräsidentin des Kongresses. Tuyuc ist eine Cakchiquel Maya.
Im Juni 1982 entführte und ermordete die guatemaltekische Armee ihren Vater Francisco Tuyuc. Drei Jahre später, am 24. Mai 1985, erlitt ihr Mann das gleiche Schicksal. 1988 gründete sie die National Association of Guatemalan Widows (CONAVIGUA), die sich zu einer der führenden guatemaltekischen Menschenrechtsorganisation entwickelt hat.
Am 6. Juli 2004 wurde sie von Präsident Óscar Berger zur Vorsitzenden der Nationalen Reparationskommission (Comisión Nacional de Resarcimiento) ernannt. Im Jahr 2011 kritisierte sie die Kommission öffentlich dafür, dass die durch den Krieg verursachten Schäden nicht angemessen adressiert worden waren.

## Ehrungen
1994 wurde Tuyuc für ihre humanitären Aktivitäten zum Mitglied der französischen Ehrenlegion ernannt.
Die Niwano Peace Foundation in Japan verlieh Tuyuc den Niwano-Friedenspreis 2012 „in Anerkennung ihrer außergewöhnlichen und beharrlichen Arbeit für den Frieden als mutige Menschenrechtsaktivistin und -anführerin“.